# Michaela Hohkamp
Michaela Hohkamp (* 30. Juli 1958 in Waltrop) ist eine deutsche Historikerin.
Michaela Hohkamp studierte Geschichte, Politikwissenschaft, Soziologie und Kunstgeschichte an der Universität Göttingen. Anschließend war sie Mitarbeiterin am Max-Planck-Institut für Geschichte in Göttingen. Sie wurde im Sommersemester 1994 mit einer von Rudolf Vierhaus und Hans Medick betreuten Arbeit über Herrschaft und ländliche Lebenswelten im 18. Jahrhundert promoviert. Seit 1995 war sie Mitarbeiterin und Assistentin am Fachbereich Geschichts- und Kulturwissenschaften der Freien Universität Berlin. 2006/07 erfolgte die Habilitation und die Verleihung der venia legendi für Neuere Geschichte mit einer Arbeit über die frühneuzeitliche Fürstengesellschaft (15. bis 18. Jahrhundert). Seit Sommersemester 2008 lehrte Hohkamp an der FU Berlin als W2-Professorin für die Geschichte der Frühen Neuzeit / Historische Anthropologie und Geschlechtergeschichte. Seit dem 1. November 2011 ist sie an der Universität Hannover Inhaberin der Christian-Gottlob-Heyne-Professur (W3) für die Geschichte der Frühen Neuzeit / Raum und Region.
Hohkamp forscht schwerpunktmäßig über frühneuzeitliche Herrschaft aus kulturwissenschaftlicher Perspektive. Raum, Geschlecht und Verwandtschaft bilden dabei wichtige Referenzpunkte.

## Schriften (Auswahl)
Monografien
- Herrschaft in der Herrschaft. Die vorderösterreichische Obervogtei Triberg von 1737 bis 1780 (= Veröffentlichungen des Max-Planck-Instituts für Geschichte. Bd. 142). Vandenhoeck & Ruprecht, Göttingen 1998, ISBN 3-525-35457-6.

Herausgeberschaften
- zusammen mit Claudia Ulbrich: Der Staatsbürger als Spitzel. Denunziation während des 18. und 19. Jahrhunderts aus europäischer Perspektive (= Deutsch-Französische Kulturbibliothek. Bd. 19). Leipziger Universitätsverlag, Leipzig 2001, ISBN 3-935693-13-3.
- zusammen mit Gabriele Jancke: Nonne, Königin und Kurtisane. Wissen, Bildung und Gelehrsamkeit von Frauen in der Frühen Neuzeit (Tagung „Wissen – Bildung – Gelehrsamkeit. Gelehrte Frauen in der Frühen Neuzeit?“). Helmer, Königstein im Taunus 2004, ISBN 3-89741-145-8.